# 费利切·卡瓦洛蒂

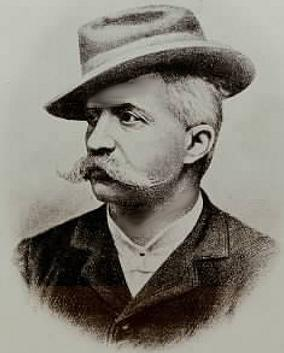
费利斯·卡瓦洛蒂

费利切·卡瓦洛蒂（義大利語：Felice Cavallotti，1842年11月6日—1898年3月6日），是意大利王国时期的作家、诗人、剧作家和历史极左翼政治家。1898年，卡瓦洛蒂在一场决斗中伤重去世。